# Elephantulus rozeti
El asarfif (Elephantulus rozeti), también conocido como musaraña elefante nordafricana y rata de trompa berberisca, es una especie de mamífero placentario macroscelideo de la familia Macroscelidae.

## Descripción
El asarfif es de pequeño tamaño, tiene un aspecto rechoncho, cabeza voluminosa y un hocico muy prolongado en forma de trompa cilíndrica ligeramente comprimida. Sus orejas son grandes y anchas. Posee de extremidades pentadáctiles con palmas y plantas desnudas, las posteriores son muy largas y estrechas. La cola es algo más larga que el cuerpo, presentando en su cara inferior, a dos centímetros de la base, una glándula odorífera. Tiene un pelaje espeso y blando, de color pardo madera en el dorso y blanco en la superficie ventral y en las cuatro patas.

## Distribución y hábitat
El asarfif habita exclusivamente el extremo noroccidental de África. Su área de distribución ocupa desde el noroeste de Libia, el norte de Túnez, el norte de Argelia y casi todo Marruecos, excepto su porción noroeste, hasta el norte del Sáhara Occidental. Es la única especie de macroscélido presente en el noroeste de África.
Se ha descrito dos subespecies: Elephantulus rozeti deserti, de una coloración más pálida, al sur de Marruecos, en la Sahara Occidental y al límite sur de su distribución en Argelia; y Elephantulus rozeti moratus, del oeste de Marruecos y Melilla.
El asarfif ocupa hábitats áridos con medios rocosos y accidentados, donde permanece activo tanto de día como de noche. Construye un nido de hojas en un agujero no muy profundo, al pie de alguna mata o piedra grande, con alguna salida de escape.

## Comportamiento
El asarfif vive de forma solitaria o en pareja, estando activos tanto de día como de noche. En invierno toma sol al mediodía, y en el verano es activo, preferentemente a la hora del crepúsculo. Utiliza su trompa para detectar a sus presas. Es una especie territorial.

### Alimentación
Se alimenta principalmente de presas vivas con una fuerte proporción de insectos, sobre todo hormigas. En cautividad acepta también vegetales y leche.

### Reproducción
La gestación puede llegar a superar los 75 días, la máxima con diferencia de todas las especies de este orden. El período de reproducción se extiende entre los meses de enero y agosto. En condiciones favorables, las hembras pueden tener dos camadas al año. En las zonas con inviernos fríos, los primeros partos se dan a finales de abril.
El tamaño de las camadas varía entre uno y cuatro, aunque las de dos crías son las más frecuentes (58%). Sin embargo, al norte de su área de distribución son más frecuentes las camadas de tres a cuatro crías.
Al nacer, las crías están cubiertas de pelo y tienen los ojos abiertos, las orejas y la cola son relativamente cortas y la trompa está muy poco desarrollada, pareciéndose el hocico al de una musaraña. La hembra les da de mamar durante un mes.
La camada alcanza el tamaño de adulto a los dos meses de edad.

## Amenazas
El asarfif está clasificado de "menos preocupante" por la UICN. 
Los gatos domésticos asilvestrados podrían representar una amenaza para las poblaciones de esta especie.
El asarfif es también depredado por diversas aves rapaces nocturnas, ya que sus restos se suelen encontrar en egagrópilas.
También suele ser presa de rapaces diurnas, carnívoros y ofidios.